# Jean-Christophe Camps
Pour les articles homonymes, voir Camps.
Jean-Christophe Camps est un compositeur de musique électroacoustique et performeur de musique improvisée résidant à Frontignan, France.
Membre de Kristoff K.Roll.

## Discographie
- Le Grand Attracteur avec Heddy Boubaker et Sébastien Cirotteau (Un Rêve Nu, urn003, 2015)
- Tout le monde en place pour un set américain avec Xavier Charles, Kristoff K.Roll, Diane Labrosse, Martin Tétreault (Victo, VICTO 090, 2003)
- Le petit bruit d'à côté du cur du monde avec Kristoff K.Roll (Vand'Œuvre, VDO 0222, 2002)
- La pièce avec Xavier Charles, Kristoff K.Roll (Potlatch, P 199, 1999)
- Corazón Road avec Kristoff K.Roll (empreintes DIGITALes, IMED 9946, 1999)
- Des travailleurs de la nuit à l'amie des objets avec Kristoff K.Roll (Cinéma pour l'oreille, MKCD 024, 1997)

## Liste d'œuvres
- Aquí en Yucatán (1993)
- Belize City (1993)
- Corazón Road: Justicia (1993)
- Danse de Corazón Road (1993)
- Daouda
- Des travailleurs de la nuit, à l'amie des objets (1997)
- Deux lunes planes
- Entre deux hamacs (1993)
- La falaise de Bandiagara - La parole des pierres
- La falaise de Bandiagara - L'écran
- Forêt, calebasse
- Guatemala (1993)
- Il jour
- Jo
- Le jour, le long du train; Femmes qui pilent le mil; La ballade du Bani
- Journée avec fauve
- Le long du quai, la nuit
- Matité à Tombouctou
- Nuit cube
- Le Pacifique (1993)
- La pièce (1998)
- Sieste musicale (1993)
- Sur la route
- Le temps d'attendre; Modibo
- Train vers Bahia
- Zong petit bruit; Blanc; Train vers Chicago